# Glyphocrangon arduus
Glyphocrangon arduus is een garnalensoort uit de familie van de Glyphocrangonidae. De wetenschappelijke naam van de soort is voor het eerst geldig gepubliceerd in 2007 door Komai.